# Кочвара
Кочвара (пол. Koczwara) — село в Польщі, у гміні Конське Конецького повіту Свентокшиського воєводства.
Населення — 276 осіб (2011).
У 1975-1998 роках село належало до Келецького воєводства.

## Демографія
Демографічна структура на день 31 березня 2011 року:
|          | Загалом | Допрацездатний вік | Працездатний вік | Постпрацездатний вік |
| -------- | ------- | ------------------ | ---------------- | -------------------- |
| Чоловіки | 128     | 30                 | 87               | 11                   |
| Жінки    | 148     | 37                 | 83               | 28                   |
| Разом    | 276     | 67                 | 170              | 39                   |